# Паломинас (Аризона)
Паломинас (енгл. Palominas) насељено је место без административног статуса у америчкој савезној држави Аризона.

## Демографија
По попису из 2010. године број становника је 212.
| Група             | 2000.    | 2010.       |
| Белци             | 0 (0,0%) | 175 (82,5%) |
| Афроамериканци    | 0 (0,0%) | 0 (0,0%)    |
| Азијати           | 0 (0,0%) | 0 (0,0%)    |
| Хиспаноамериканци | 0 (0,0%) | 32 (15,1%)  |
| Укупно            | 0        | 212         |